# نظام‌التواریخ
نظام التواریخ کتابی از قاضی بیضاوی می‌باشد که در قرن هفتم ه‍.ق به نگارش درآمده‌است. این اثر تاریخی عمومی است که در آن پس از تاریخ پیامبران و خلفا، به امویان، عباسیان، صفاریان، سامانیان، غزنویان، دیلمیان، سلجوقیان، سلغریان و خوارزمشاهیان پرداخته شده‌است. این اثر همچنین اطلاعات وسیعی پیرامون مغولان دارد و از نظر تاریخ سلجوقیان فارس و اتابکان، دارای اهمیت است.